# Dito Schanidse
Dimitri Iwanowitsch „Dito“ Schanidse (georgisch დიმიტრი „დიტო“ შანიძე; * 8. Februar 1937 in Dertschi, Imeretien, Georgische SSR; † 18. November 2010 in Tiflis, Georgien) war ein sowjetischer Gewichtheber georgischer Herkunft. Er gewann bei den Olympischen Spielen 1968 und 1972 jeweils eine Silbermedaille im Federgewicht.

## Werdegang
Dito Schanidse war zunächst Turner und kam erst im Alter von 20 Jahren zum Gewichtheben. Aus diesem Grunde benötigte der für den Sportclub Gantiadi Tiflis startende, 1,58 Meter große Athlet, relativ lange, bis er die sowjetische und die Weltspitze erreichte.
Das erste bemerkenswerte Resultat erzielte er im Alter von 29 Jahren, als er bei der sowjetischen Meisterschaft 1966 im Federgewicht mit 345 kg im olympischen Dreikampf den 4. Platz erreichte. 1967 steigerte er sich beim Großen Preis von Tiflis im olympischen Dreikampf auf 372,5 kg und 1968 wurde er im Federgewicht sowjetischer Vizemeister mit 370 kg.
1968 erzielte Dito Schanidse beim Baltic-Cup in Helsinki im Federgewicht mit 392,5 kg einen neuen sowjetischen Rekord und wurde daraufhin bei der Europameisterschaft in Leningrad eingesetzt, wo er allerdings mit 367,5 kg bei weitem nicht an diesen Rekord herankam und hinter dem Polen Mieczysław Nowak, der 380 kg erreichte, den 2. Platz belegte. Trotzdem wurde er auch bei den Olympischen Spielen 1968 in Mexiko-Stadt eingesetzt und gewann dort im Federgewicht mit 387,5 kg (120-117,5-150) hinter dem Japaner Yoshinobu Miyake, der 392,5 kg erzielte die Silbermedaille.
1969 belegte Dito Schanidse bei der Welt- und Europameisterschaft in Warschau den 3. bzw. 2. Platz und erzielte im olympischen Dreikampf 380 kg (115-115-150). 1970 konnte er verletzungsbedingt bei der Welt- und Europameisterschaft nicht starten.
Im Jahre 1971 wurde er in Sofia mit 395 kg (122,5-120-152,5) hinter dem Polen Jan Wojnowski, der 397,5 kg erzielte, Vize-Europameister. Bei der Weltmeisterschaft dieses Jahres in Lima glückte ihm im Drücken kein gültiger Versuch, womit er ohne Dreikampfresultat unplatziert blieb.
Sehr gut vorbereitet ging Dito Schanidse in das Olympiajahr 1972. Das zeigte sich schon bei der sowjetischen Meisterschaft in Tallinn. Dort stellte er am 12. April 1972 im olympischen Dreikampf mit 402,5 kg (127,5-120-155) einen neuen Weltrekord auf. Bei der Europameisterschaft in Constanța gewann er mit 395 kg (122,5-120-152,5) den Titel vor Norair Nurikjan aus Bulgarien, der 387,5 kg erzielte. Bei den Olympischen Spielen in München steigerte er sich dann im olympischen Dreikampf auf 400 kg (127,5-120-152,5), unterlag aber dem über sich hinauswachsenden Norair Nurikjan, der auf 402,5 kg kam und den Weltrekord einstellte. Dito Schanidse gewann damit seine zweite olympische Silbermedaille.
Nach den Olympischen Spielen 1972 wurde vom internationalen Gewichtheber-Verband das Drücken abgeschafft. Die Wettkämpfe bestanden ab diesem Zeitpunkt nur mehr aus einem Zweikampf, der das Reißen und das Stoßen beinhaltete. Obwohl Dito Schanidse schon 35 Jahre alt war, dachte er auch nach München noch nicht an das aufhören und startete weiterhin bei den internationalen Meisterschaften. Dabei gelangen ihm 1973 noch zwei große Erfolge. Er wurde zunächst in Madrid mit 272,5 kg (120–152,5) erstmals in seiner Laufbahn Europameister im Zweikampf und dann siegte er in Havanna mit dem gleichen Ergebnis auch bei der Weltmeisterschaft. Beide Male besiegte er dabei den Olympiasieger Nurikjan, der bei diesen Meisterschaften 267,5 kg bzw. 270 kg hob.
Den letzten Start bei einer internationalen Meisterschaft absolvierte Dito Schanidse bei der Europameisterschaft 1974 in Verona. Er erzielte dort im Federgewicht 272,5 kg (120–152,5) und musste sich dort bei gleicher Leistung auf Grund des etwas schwereren Körpergewichts dem Bulgaren Georgi Todorow beugen, verwies aber Nurikjan, der 265 kg erzielte, auf den 3. Platz.

## Internationale Erfolge
| Jahr | Platz  | Wettbewerb                | Art | Gewichtskl. | Ergebnis |
| 1967 | 1.     | Großer Preis von Tiflis   | OD  | Feder       | mit 372,5 kg, vor Andrianow, 370 kg u. Karimow, 362,5 kg, bde. UdSSR                                        |
| 1968 | 1.     | Baltic-Cup in Helsinki    | OD  | Feder       | mit 392,5 kg vor Ruokanen, Finnland, 305 kg                                                                 |
| 1968 | 2.     | EM in Leningrad           | OD  | Feder       | mit 367,5 kg (112,5-110-145) hinter Mieczysław Nowak, Polen, 380 kg, vor Rudolf Kozlowski, Polen, 360 kg    |
| 1968 | Silber | OS in Mexiko-Stadt        | OD  | Feder       | mit 387,5 kg (120-117,5-150), hinter Yoshinobu Miyake, 392,5 kg u. vor Yoshiyuki Miyake, 385 kg, bde. Japan |
| 1969 | 1.     | Großer Preis von Kiew     | OD  | Feder       | mit 385 kg, vor Karimow, 375 kg u. Mieczysław Nowak, 357,5 kg                                               |
| 1969 | 3.     | WM + EM (2.) in Warschau  | OD  | Feder       | mit 380 kg (115-115-150) hinter Yoshinobu Miyake, 385 kg u. Mladen Kutschew, Bulgarien, 385 kg              |
| 1971 | 1.     | Turnier in Rostow         | OD  | Feder       | mit 395 kg, vor Imre Földi, Ungarn, 387,5 kg u. Czyz, Polen, 382,5 kg                                       |
| 1971 | 2.     | EM in Sofia               | OD  | Feder       | mit 395 kg (122,5-120-152,5), hinter Jan Wojnowski, Polen, 397,5 kg, vor János Benedek, Ungarn, 390 kg      |
| 1971 | unpl.  | WM in Lima                | OD  | Feder       | nach drei Fehlversuchen im Drücken                                                                          |
| 1971 | 3.     | UdSSR-Cup in Jerewan      | OD  | Feder       | mit 38 kg, hinter Karimow, 392,5 kg u. Golubzow, 387,5 kg, bde. UdSSR                                       |
| 1972 | 1.     | EM in Constanța           | OD  | Feder       | mit 395 kg (122,5-120-152,5), vor Norair Nurikjan, Bulgarien, 387,5 kg u. Mieczysław Nowak, 375 kg          |
| 1972 | Silber | OS in München             | OD  | Feder       | mit 400 kg (127,5-120-152,5), hinter Norair Nurikjan, 401,5 kg, vor János Benedek, 390 kg                   |
| 1973 | 1.     | EM in Madrid              | ZK  | Feder       | mit 272,5 kg (120–152,5), vor Norair Nurikjan, 270 kg u. János Benedek, 267,5 kg                            |
| 1973 | 1.     | WM in Havanna             | ZK  | Feder       | mit 272,5 kg (120–152,5), vor Norair Nurikjan, 267,5 kg u. Jan Wojnowski, 257,5 kg                          |
| 1974 | 2.     | EM in Verona              | ZK  | Feder       | mit 272,5 kg (120–152,5), hinter Georgi Todorow, Bulgarien, 272,5 kg, vor Norair Nurikjan, 265 kg           |
| 1975 | 3.     | Turnier in Saporischschja | ZK  | Feder       | mit 272,5 kg, hinter Golubzow, 272,5 kg u. Kolesnikow, 272,5 kg, bde. UdSSR                                 |

## UdSSR-Meisterschaften
| Jahr | Platz | Art | Gewichtskl. | Ergebnis                                                                         |
| 1966 | 4.    | OD  | Feder       | mit 345 kg, hinter Jewgeni Minajew, 357,5 kg, Li, 352,5 kg u. Solowjew, 352,5 kg |
| 1968 | 2.    | OD  | Feder       | mit 370 kg, hinter Karimow, 375 kg, vor Warawa, 362,5 kg                         |
| 1969 | 1.    | OD  | Feder       | mit 375 kg, vor Warawa, 362,5 kg u. Golubzow, 362,5 kg                           |
| 1970 | 1.    | OD  | Feder       | mit 387,5 kg, vor Warawa, 382,5 kg u. Uchanow, 370 kg                            |
| 1971 | 1.    | OD  | Feder       | mit 390 kg, vor Warawa, 380 kg u. Karimow, 377,5 kg                              |
| 1972 | 1.    | OD  | Feder       | mit 402,5 kg, vor Warawa, 382,5 kg u. Dinnikow, 370 kg                           |
| 1973 | 1.    | ZK  | Feder       | mit 270 kg, vor Golubzow, 265 kg u. Karimow, 260 kg                              |
| 1974 | 1.    | ZK  | Feder       | mit 267,5 kg                                                                     |

## Weltrekord
| Datum          | Ort     | Art | Gewichtskl. | Leistung                 |
| 12. April 1972 | Tallinn | OD  | Feder       | 402,5 kg (127,5-120-155) |